# Курозвенцькі
Курозвенцькі (пол. Kurozwęccy) — польський шляхетський рід гербу Порай. Чимало предстаників — державні діячі Королівства Польського. Прізвище походить від дідичного володіння — Курозвенки неподалік Ракува.

## Представники
- Завіша — воєвода сєрадзький (1291—1299).
  - Добєслав — конюший сандомирський (1311).
  - Войцех — стольник королеви (1325)
  - Завіша.
  - Честек.
    - Завіша Честкович — підконюший сандомирський (1331), хорунжий сандомирський (1335—1341).
      - Ян.
      - Миколай — канонік віслицький (1345), краківський (1347); пробст віслицький (1351), скальбмезький (1359)
      - Якуб — стольник краківський (1384—1391).
        - Малґожата — дружина Мстислава Пеняжека-Обульця з Ґур.
        - Гальшка — дружина Миколая Пеняжека з Івановіц.

      - Добєслав[pl] († 1397) — пістолій краківський (1345—1351), підкоморій сандомирський (1351—1355), каштелян віслицький (1355 чи 1356—1366), воєвода (1366/1367 чи 1366—1380) і каштелян (від 1380) краківський; великорадця Королівства Польського (1380—1382), регент Королівства Польського (1382—1384).
        - Миколай — архідиякон люблінський, канонік краківський (1383).
        - Завіша (пом. 1382) — підканцлер коронний (1371—1373), канцлер великий коронний (1373—1379), єпископ краківський (1380—1382).
        - Малґожата — дружина Збіґнєва Кжижановського з Олешниці гербу Дембно.
        - Дорота — дружина Миколая Стжали.
        - Кшеслав з Ходова та Курозвенк (пом. 1392) — каштелян сандецький (з 1375), сандомирський (з 1384); староста генеральний великопольський (1387—1389), перший польський[1]луцький староста (з 1388)[2].
          - Добєслав — бурґграф краківський (1433), підстароста краківський (1426—1432).
            - Офка — дружина Яна Бірковського гербу Топор.

          - Ян — бурграб краківський (1428—1434), підстароста краківський (1428).
            - Миколай.

          - Миколай "Бялуха" з Міхалова і Курозвенок[pl] (пом. 1438) — каштелян краківський (1430—1438), воєвода сандомирський (1410—1430), староста краківський (1418—1431 i 1432—1438), сєрадзький (1406—1418).
            - Малґожата[pl] (пом. 1435) — дружина Миколая Кміти[pl] († бл. 1447), каштеляна перемишльського (1433—1447).

          - Генрик.
            - Кшеслав "Полторабек"[pl] (пом. 1459) — староста краківський (з 1435), підкоморій сандомирський (1436—1438), каштелян віслицький (1438—1444), Любельський (1444—1459); староста генеральний великопольський (1440—1443) і малопольський (1443), староста пйотркувський і пілзненський (з 1448).
              - Добєслав «Любельчик» з Курозвенок[pl] (пом. 1496) — канонік ґнєзненський (до 1459); крайчий коронний (1476—1479), каштелян ропшинський (1472—1480), сєрадзький (1483—1484), воєвода люблінський (1484—1494), сандомирський (1494—1496); староста пйотркувський (1485), кшепицький (1471).
                - Ельжбета — дружина руського воєводи Яна Амора Тарновського, за даними К. Несецького[3].
                - Станіслав (пом. 1518) — підскарбій надвірний коронний, староста велюнський і кшепіцький.
                  - Барбара (пом. 1545) — дружина Анджея Ґурки.

              - Пйотр "Любельчик" (пом. 1499) — канонік влоцлавський (1457), ґнєзненський; войський краківський (1475), маршалок надвірний коронний (1475—1477), підскарбій великий коронний (1479), каштелян сандомирський (1494—1499); староста генеральний краківський (1491—1495), староста освенцімський (1491—1494), велюнський і яворіський.
              - Кшеслав (1440—1503) — канонік влоцлавський (1461), ґнєзненський, краківський (1476), перемишльський (1482), келецький; кантор краківський (1485—1486), познанський (1480); плебан бохненський (1474); декан ґнєзненський (1478—1494), краківський (1493); куявсько-поморський єпископ (1494—1503); секретар великий коронний (1476), канцлер великий коронний (1483—1487).
              - Станіслав (1440—1482) — секретар королівський (1468—1473), секретар великий коронний (1473—1476), підканцлер (1476—1479) і канцлер коронний (1479—1482); пробст ґнєзненський, канонік краківський, келецький, ґнєзненський.
              - Ян «Любельчик» (пом. 1480) — староста пйотркувський (1468).
                - Ян (пом. 1497).

              - Урсула — дружина Евстахія Одровонжа зі Спрови.
              - Анна — дружина Станіслава Лянцкоронського (пом. 1489).
              - Миколай "Любельчик"[pl] († 1507) — каштелян ропшинський (1483—1485), сєрадзький (1485—1501); воєвода люблінський (1501—1506); староста сєрадзький і шадецький (1504), шидловський.
                - Ельжбета — дружина Яна Фелікса Щенсного Олешніцького.
                - Адам[pl] (пом. 1510) — староста сєрадзький, шадецький і бжежницький.
                  - Анна — дружина Героніма Ласького.

                - Геронім (пом. 1521) — придворний королівський (1509), староста шидловський, останній представник роду по чоловічій лінії[4].
                  - Анна — дружина Яна Влодзіславського Лянцкоронського.
                  - Барбара — дружина Кшиштофа Ґноєнського.